# Csengcsou–Hszian nagysebességű vasútvonal
A Csengcsou–Hszian nagysebességű vasútvonal (egyszerűsített kínai írással: 郑西高速铁路; tradicionális kínai írással: 鄭西高速鐵路; pinjin: zhèngxī gāosù tiělù) egy kétvágányú, 25 kV 50 Hz-cel villamosított nagysebességű vasútvonal Kínában Csengcsou és Hszian között. Megépítése több mint 5 milliárd dollárba került. Az első vonat az új vonalon 349 km/h sebességet ért el. A vonal üzeméhez 14 vonat szükséges. A fejlesztés eredményeképpen az eljutási idő több mint két órával csökken. Ez az első nagysebességű vonal, amely közép, és nyugat Kínában épült meg. Feladata, hogy a személy és áruszállítás gyorsításával a gazdaság élénkítésének fontos segítője legyen. A vonal része a Hszücsou–Lancsou nagysebességű vasútvonalnak.
Az építkezés 2005. szeptember 25-én kezdődött, és 2009. december 28-án nyílt meg. A CRH vonatok 350 km/h-val közlekednek rajta.
2010. február 6-án sikeresen átadták a közlekedésnek.
A vonal hossza 456,639 km, mely tartalmazza a 27,879 km hosszú összekötő szakaszt is a Lienjünkang–Lancsou-vasútvonallal Hszian North és Xianyang West között.
A vonalon tíz állomás épült: New Yingyang, New Gongyi, Luoyang South, New Mianchi, Sanmenxia South, New Lingbao, New Huashan, New Weinan, New Lintong és Xi’an North. A minimális ívsugár 9000 méter, a nehezebb részeken 7000 méter. A vonalon három alagút található: a 8 460 méter hosszú Zhangmao alagút, a 7 851 méter hosszú Hanguguan alagút és a 7 685 méter hosszú Qindong alagút. Épült továbbá egy híd is, a 79 732 méter hosszú Weihe Grand híd, amely a harmadik leghosszabb híd a világon.